# Custódio de Santa Ana de Almeida
Custódio de Santa Ana de Almeida, O.A.D. (Porto, 17 de abril de 1748 - 23 de março de 1812) foi um frei agostiniano descalço e prelado português da Igreja Católica, que foi bispo de São Tomé.

## Biografia
Entrou na Ordem dos Agostinianos Descalços em 23 de novembro de 1766 e fez sua profissão em 8 de dezembro de 1767. Recebeu o diaconato em 1 de junho de 1777 e a ordenação presbiteral em 6 de junho do mesmo ano.
Terminou o curso de teologia em 1782. Em 1786, foi reitor do Colégio de Santa Rita de Coimbra e em 1789, foi o prior do Convento da Piedade de Santarém. Em 1804, era secretário geral adjunto de sua ordem.
Em 22 de outubro de 1804, foi eleito como bispo de São Tomé, sendo seu nome confirmado em 26 de junho de 1805. Foi consagrado em 10 de novembro desse mesmo ano, na Igreja da Boa Hora de Belém, por Dom José Maria de Melo, C.O., bispo emérito do Faro, coadjuvado por Dom Francisco de São Dâmaso Abreu Vieira, O.F.M., bispo de Malaca e por Dom Luís de Castro Pereira, S.C.J., bispo-prelado de Cuiabá.
Contudo, não chegou a ir para as ilhas, governando a diocese por meio de vigários. Em 1807, foi um dos co-ordenantes do bispo José Caetano da Silva Coutinho.
Morreu em 23 de março de 1812.